# بداغ‌آباد (مبارکه)
بداغ‌آباد (مبارکه)، روستایی از توابع بخش مرکزی شهرستان مبارکه در استان اصفهان ایران است.

## جمعیت
این روستا در دهستان دیزیچه قرار دارد و براساس سرشماری مرکز آمار ایران در سال ۱۳۸۵، جمعیت آن ۷۳۸ نفر (۲۰۵خانوار) بوده‌است.